# Meleagre (militar)
Meleagre (en llatí Meleager, en grec antic Μελέαγρος) fou un ilarca o comandant d'esquadró de cavalleria de l'exèrcit d'Alexandre el Gran a la batalla d'Arbela. Sens dubte és un personatge diferent de Meleagre, un efímer regent de Macedònia i gran soldat també al servei d'Alexandre.
Era un dels partidaris de Pitó amb el que va participar del seu projecte de revolta contra Antígon el Borni el 316 aC. A la mort de Pitó, Meleagre i Menetes es van revoltar, però van ser fàcilment derrotats per Orontobates i Hipòstrat, nomenats sàtrapes de Mèdia per Antígon. Meleagre va morir en combat.